# Драгунская, Ирина Денисовна
Ири́на Дени́совна Драгу́нская (род. 14 ноября 1974, Москва) — российская художница, дизайнер, журналистка, поэтесса.

## Биография

### Образование
В 1999 году окончила Московский государственный университет печати (факультет художественно-технического оформления печатной продукции).
Училась в Corcoran School of Art и Род-Айлендской школе дизайна.

### Дизайнер
Как дизайнер работает в области журнального дизайна (альманах «Космополис», «Civitas», газета «Промышленный еженедельник», журнал «New Diet»).

### Журналист
Пишет статьи о политике, искусстве и жизни среднего класса. Публиковалась в журналах «Эксперт», «Новое время», «Наука и жизнь», «Вестник Европы», Publish, газетах «Правое дело» и «Избранное. ру». Автор книги «Код завинчивания. Офисное рабство в России».

### Преподаватель
С 2002 года по 2014 год преподавала в МГАХУ памяти 1905 года. С 2012 года преподает в BHSD.

### Семья
- Дед — Виктор Юзефович Драгунский (1913—1972, умер до рождения внучки), детский писатель, актёр.
- Бабушка — Алла Васильевна Драгунская (урождённая Семичастнова, 1924—2007, выпускница ВГИКа), издала книгу воспоминаний «О Викторе Драгунском. Жизнь, творчество, воспоминания друзей» (М.: ТОО «Химия и жизнь», 1999).
- Родители:
  - Отец — Денис Викторович Драгунский (род. 1950), политолог, журналист, писатель.
  - Мать — Людмила Самуиловна Драгунская (урождённая Гольдштейн, род. 1949), клинический психолог и исследовательница.
- Тётя — Ксения Викторовна Драгунская (1965—2021), драматург.
  - Двоюродный брат — Артём[3].
- Дядя — журналист Леонид Викторович Корнилов (1937—2007), выпускник экономического факультета МГУ, долгие годы работал в «Известиях», «Неделе», автор книг «Сказочная сила» (1965), «Останутся в памяти» (1965), «Образ жизни — советский!» (1974), «От глашатая до неона» (1978), «Эти удивительные ветераны» (1981), «Раз в жизни: несерьёзные заметки в жанре баек и журналистского трёпа» (2008).
  - Двоюродная сестра — Лика (Лидия Леонидовна) Корнилова[4].

### Личная жизнь
Живёт в Москве. Замужем за дизайнером Георгием Зыковым.

## Выставки
- 1999 — «Слово и буквы», Москва (галерея «Дар»)
- 2002 — «Ода жизни», Москва (совместно с Вивиан дель Рио; как фотограф).
- 2016 — «Necropolis Imaginaria», Москва («Сахаровский центр»)
- 2018 — «Дурная манера», Москва (Галерея «Измайлово»)

## Интервью
- Интервью в программе «СИТИ-Шоу Дмитрия Быкова» (СИТИ-FM, 4 июля 2010 года): часть 1 (недоступная ссылка), часть 2 (недоступная ссылка)